# Her Smell
Her Smell es una película estadounidense de drama escrita, coproducida y dirigida por Alex Ross Perry. Es protagonizada por Elisabeth Moss, Cara Delevingne, Dan Stevens, Agyness Deyn, Gayle Rankin, Ashley Benson, Dylan Gelula, Virginia Madsen y Amber Heard. 
La película tuvo su estreno mundial en el Festival Internacional de Cine de Toronto el 9 de septiembre de 2018. Fue estrenada el 12 de abril de 2019 por Gunpowder & Sky. 

## Sinopsis
Becky Something (Elisabeth Moss) es la vocalista principal del grupo de punk rock Something She (Alguna Ella), que experimenta un breve éxito comercial y un largo y lento descenso hacia la adicción y la autodestrucción.

## Reparto
- Elisabeth Moss como Becky Something, cantante principal de Something She.
- Amber Heard como Zelda E. Zekiel
- Cara Delevingne como Cassie.
- Dan Stevens como Danny Something, el esposo de Becky.
- Agyness Deyn como Marielle Hell.
- Gayle Rankin como Ali van der Wolff.
- Ashley Benson como Roxie Rotten.
- Eric Stoltz como Howard Goodman.
- Virginia Madsen como Ania Adamcyzk.
- Dylan Gelula como Dottie OZ.
- Eka Darville como Ya-ema.
- Lindsay Burdge como Lauren.
- Keith Poulson como Roy.
- Alexis Krauss como Vivvy.
- Craig Butta como Greg.
- Hannah Gross como Tiffany.
- Daisy Pugh-Weiss como Tama.

## Producción
En enero de 2018, se anunció que Elisabeth Moss protagonizaría la película, con Alex Ross Perry, dirigiendo un guion que él escribió. Perry y Moss también actúan como productores de la película, junto a Matthew Perniciaro, Michael Sherman y Adam Piotrowicz, a través de Bow and Arrow Entertainment. En abril de 2018, Agyness Deyn Gayle Rankin y Amber Heard se unieron al elenco de la película. En mayo de 2018, se anunció que Ashley Benson, Cara Delevinge, Dan Stevens, Eric Stoltz, Virginia Madsen y Dylan Gelula se unieron al elenco de la película. Keegan DeWitt compone la banda sonora de la película.

### Rodaje
La fotografía principal comenzó el 23 de abril de 2018, en la ciudad de Nueva York. La producción concluyó el 18 de mayo de 2018.

## Estreno
La película tuvo su estreno mundial en el Festival Internacional de Cine de Toronto el 9 de septiembre de 2018. También se proyectó en el Festival de Cine de Nueva York el 29 de septiembre de 2018. Poco después, Gunpowder & Sky adquirió los derechos de distribución de la película en Estados Unidos. También se proyectó en AFI Fest el 10 de noviembre de 2018. y en South by Southwest en marzo de 2019. Fue estrenada el 12 de abril de 2019.